# Soudan (Deux-Sèvres)
Soudan é uma comuna francesa na região administrativa da Nova Aquitânia, no departamento de Deux-Sèvres. Estende-se por uma área de 23,29 km². Em 2010 a comuna tinha 444 habitantes (densidade: 19,1 hab./km²).